# Amalia Fuentes
Amalia Fuentes (Naga, Camarines Sur, Filipinas, 27 de agosto de 1940-5 de octubre de 2019) fue una actriz filipina, llamada la «Elizabeth Taylor de Filipinas». Produjo y protagonizó sus propias películas desde fines de la década de 1960 hasta fines de la década de 1970.

## Vida personal
Su padre murió durante la guerra y siendo la hija mayor, se convirtió en el sostén de la familia. Sus dos hermanos menores, Alex y Álvaro, también son actores. Amalia se casó con el actor Romeo Vasquez en 1965 en Hong Kong, pero se separaron en 1969. Tenían una hija, Liezl Sumilang (esposa del actor Albert Martínez).
Después de su divorcio de Vasquez, Amalia se casó en 1979 con Joey Stevens, un empresario estadounidense con quien adoptó un hijo, Geric Stevens. Se divorció de Stevens en 2007 después de 28 años de matrimonio, argumentando infidelidad. Stevens murió en 2012.
Después de retirarse en 2013, sufrió un derrame cerebral en Corea del Sur.
Falleció el 5 de octubre de 2019.

## Filmografía[6]
- Príncipe azul (1955)
- Aficionado al cine (1956)
- Rodora (1956)
- Hahabul-Habol (1957)
- Madaling Araw (1958)
- Ipinagbili Ko Ang Aking Anak (1959)
- Kahapon Lamang (1959)
- Isinakdal Ko Ang Aking Ama (1960)
- Joey, Eddie, Lito (1961)
- Pitong Puso (1962)
- Esperanza at Caridad (1963)
- Mga Daliring Ginto (1964)
- Dream Girl (1965)
- Tatlong Kasaysayan Ng Pag-ibig (1966)
- Baril at Rosaryo (1967)
- Sa Manlulupig Di Ka Pasisiil (1968)
- Gaano Kita Kamahal (1968)
- Kapatid Ko Ang Aking Ina (1969)
- Adriana (1969)
- Mga Batong Buhay (1970)
- Europe Here We Come! (1971)
- Huwag Mong Angkinin Ang Asawa Ko! (1972)
- Sa Aming Muling Pagkikita (1973)
- Durugin Ang Mga Diyablo Sa Punta Fuego (1974)
- May Lalaki Sa Ilalim Ng Kama Ko (1975)
- Lulubog Lilitaw Sa Ilalim Ng Tulay (1975)
- Isinumpa (1975)
- Ang Boyfriend Kong Baduy (1976)
- Babaing Hiwalay Sa Asawa (1976)
- Huwag Pipitas Ng Bubot Na Bunga (1977)
- Buhay: Ako Sa Itaas, Ikaw Sa Ibaba (1978)
- Pagmamahal Mo Buhay Ko (1979)
- Aguila (1980)
- Juego sucio (1981)
- My Only Love (mi único amor)
- Exposición indecente (1983)
- Paano Ba Ang Magmahal? (1984)
- Asawa Ko Huwag Mong Agawin (1987)
- Higit Na Matimbang Ang Dugo (1990)
- Reputasyon (1996)
- Kahit Isang Saglit (2008)
- Huwag Ka Lang Mawawala (2013)